# Neoerysiphe kerribeeensis
Neoerysiphe kerribeeensis är en svampart som beskrevs av Beilharz, Cunningt. & Pascoe 2010. Neoerysiphe kerribeeensis ingår i släktet Neoerysiphe och familjen Erysiphaceae.   Inga underarter finns listade i Catalogue of Life.